# NGC 361
NGC 361 (другое обозначение — ESO 51-SC12) — рассеянное скопление с эмиссионной туманностью в созвездии Тукан.
Джон Дрейер описывал её "очень очень слабая, довольно большая, немного расширенная, более яркий середина".
По оценкам, расстояние до Млечного Пути 199 миллионов световых лет.
Объект был обнаружен 6 сентября 1826 года шотландским астрономом Джеймсом Данлопом.
Этот объект входит в число перечисленных в оригинальной редакции «Нового общего каталога».